# Antenor de França Navarro
Antenor de França Navarro (João Pessoa, 31 de agosto de 1899 — João Pessoa, 29 de abril de 1932) foi um político brasileiro.
Iniciou seus estudos em João Pessoa e conseguiu se formar em engenharia. Foi um dos principais líderes da Revolução de 1930. Era um dos líderes cívis da revolução no estado da Paraíba que encandeou-se após o assassinato do presidente João Pessoa Cavalcanti de Albuquerque. Juntamente com José Américo de Almeida e os tenentes Agildo Barata, Juracy Magalhães, Jurandir Bizarria Mamede e Juarez Távora tomaram de assalto o 22º Batalhão de Caçadores hoje 15º BIMtz BATALHÃO Vidal de Negreiros,  do Exército Brasileiro no bairro de Cruz das Armas.
Também ocuparam a Escola de Aprendizes Marinheiros da Marinha do Brasil e a Capitania dos Portos. Na tomada do quartel, o General Alberto Lavenère Wanderley, comandante da guarnição foi ferido em um cerrado tiroteio no batalhão, chegando a falecer, pois era contrário aos conspiradores.
Foram tomados prédio públicos, e a Revolução se espalhou por todo o estado ,e se alastrou a Campina Grande, Recife, Natal e Fortaleza.
Passados os dias, o então líder da revolução, Getúlio Vargas, nomeou interventores em todos os estados, e no estado da Paraíba ainda em 1930 José Américo de Almeida foi o primeiro interventor no estado, Antenor Navarro foi nomeado no mesmo ano de 1930 interventor e seu secretário de finanças era o tenente Matheus Gomes Ribeiro. Ficou no cargo até 1932, quando morre fatalmente em um acidente de avião no litoral da Bahia, na companhia de vários amigos.
Em sua homenagem, centenas de ruas, praças (ex.: Praça Antenor Navarro, João Pessoa), estabelecimentos públicos e até uma cidade (São João do Rio do Peixe, no sertão da Paraíba, foi intitulada Antenor Navarro de 1932 a 1989, retornando à denominação anterior) colocaram seu nome. Uma de suas principais obras no governo do estado foi o porto de Cabedelo.